# 北野天神社 (北杜市)
北野天神社（きたのてんじんじゃ）は、山梨県北杜市小淵沢町天神宮にある神社。
1429年（永享元年）近郷の一の宮となった。1871年（明治4年）に郷社に、また1907年（明治40年）に幣帛共進神社に指定された。

## 歴史
915年（延喜元年）字天神森に日本武尊をまつり「山宮天神」と称し、987年（永延元年）神殿を造営し遷宮。京都天満宮から菅原道真公の御霊を合祀して「北野天神」と改名した。1429年（永享元年）近郷の一宮となり「壱宮額」が奉納され、地域の各社を末社において安定した地位を築いた。1733年（享保18年）には正一位北野天神の極位が授けられている。

## 境内
境内にある主な建造物は以下の通り。
- 本殿
- 拝殿

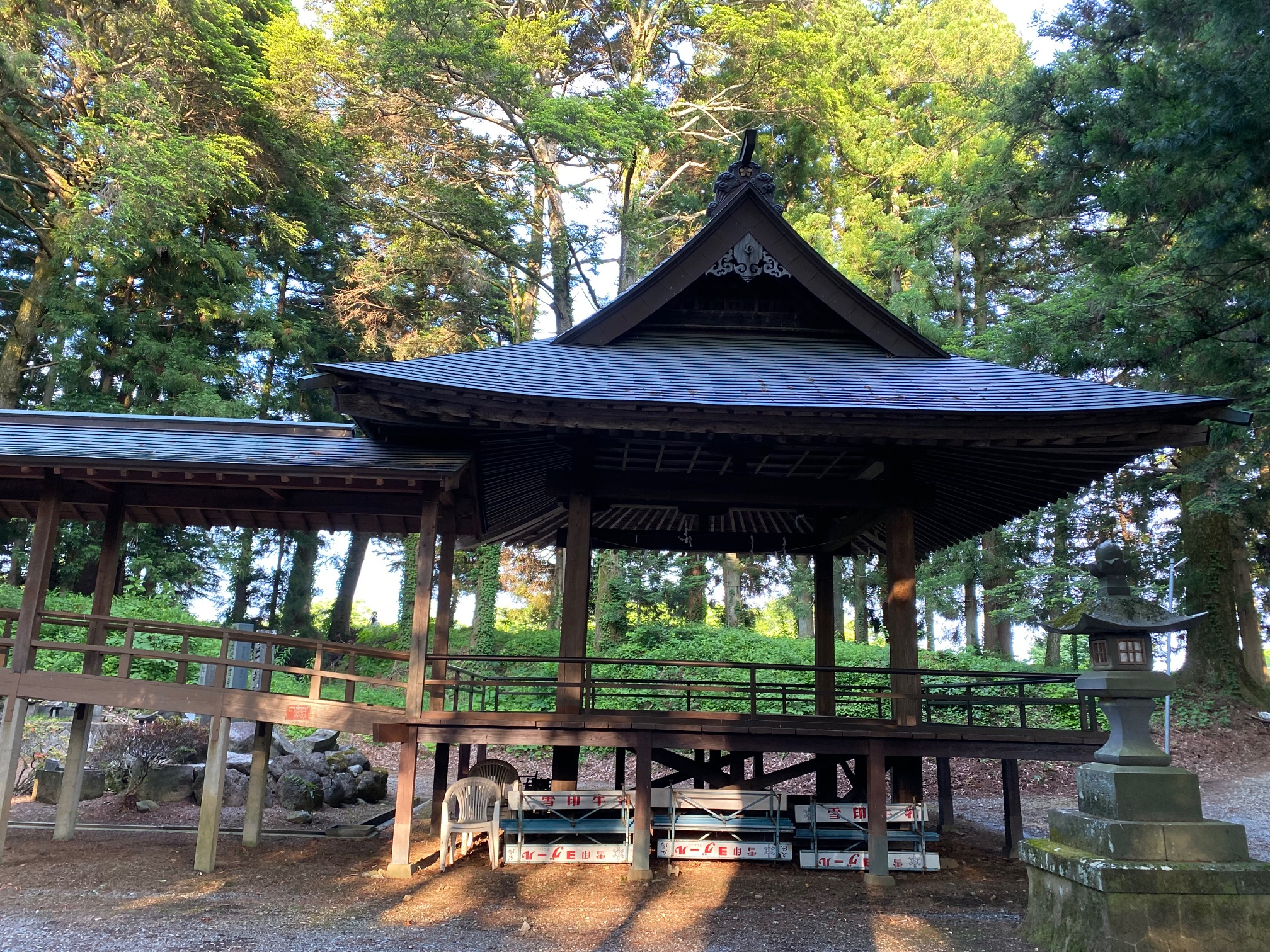
神楽殿

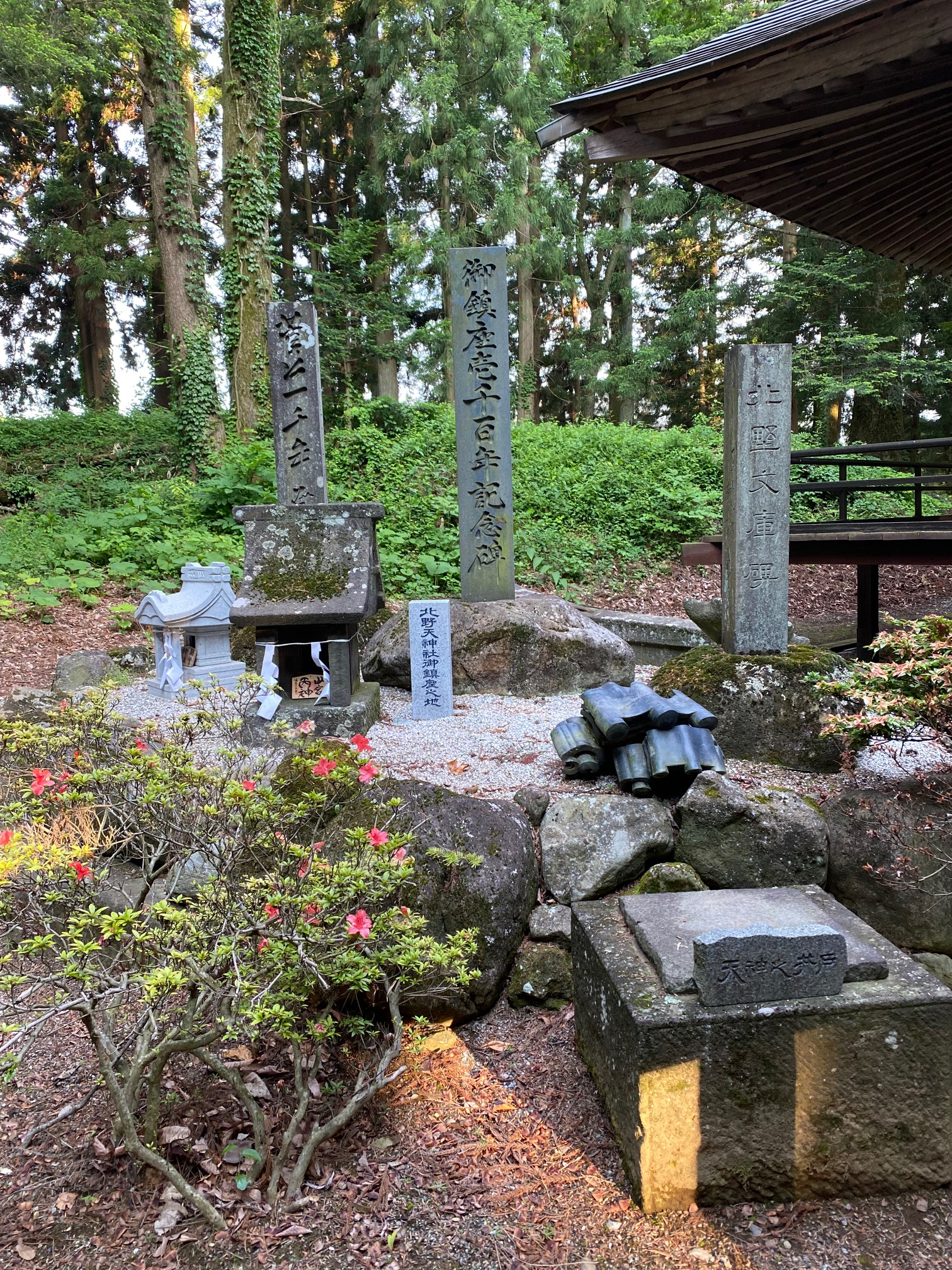
御鎮座千百年記念碑

- 神楽殿 - 1881年（明治41年）村内有志の寄進により建立。
- 社務所
- 宝蔵庫
- 隋神門
- 宝蔵庫
- 御朱印地標柱
- 石塔
- 狛犬

## 文化財

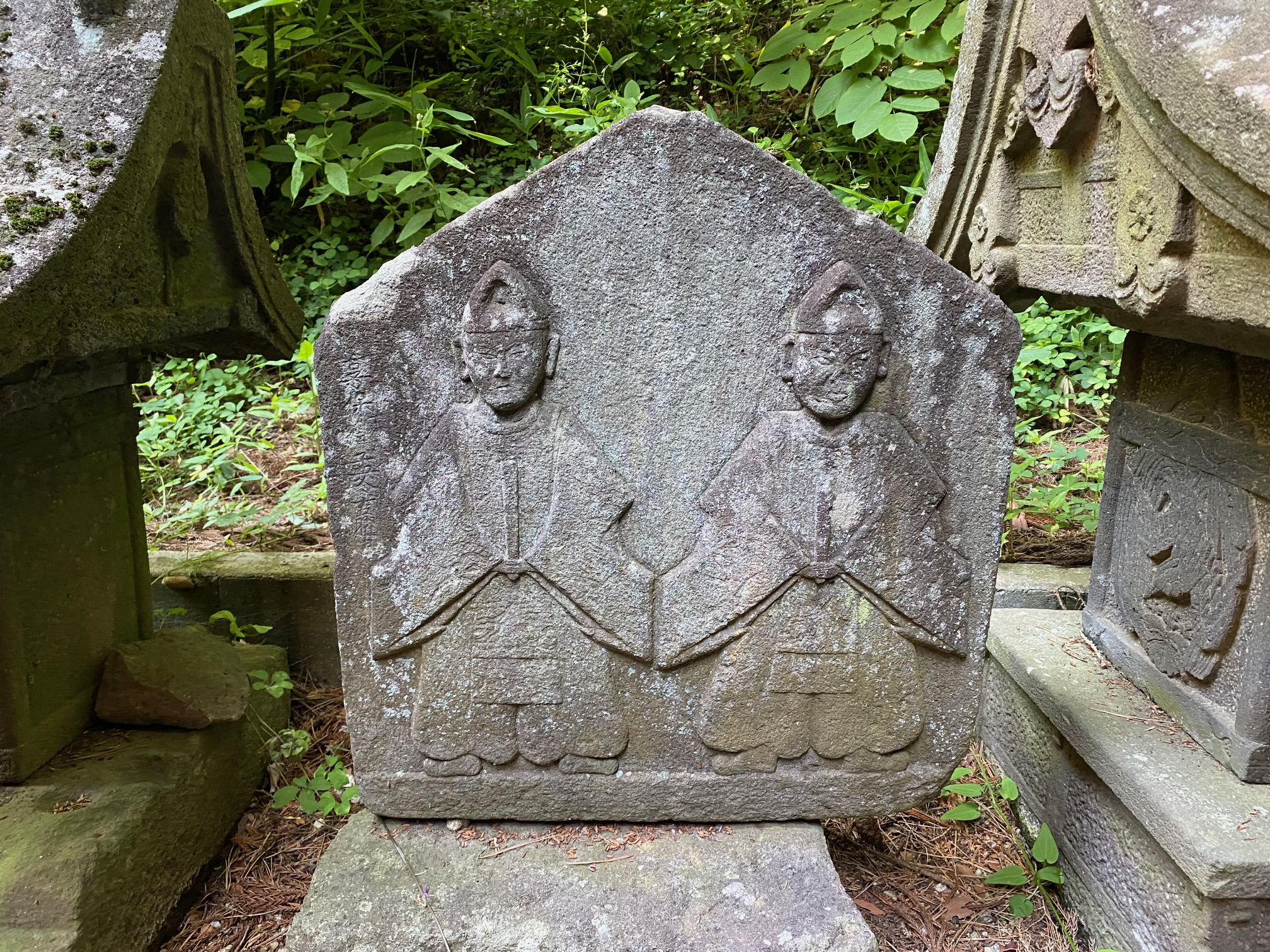
双体道祖神（市指定文化財）

### 山梨県指定文化財
1979年（昭和54年）に県指定文化財となる。

#### 鰐口
- 無銘の鰐口

鰐口は神社仏閣の堂前の軒に掛け、参詣にあたって打ち鳴らすもの。この鰐口は表裏同形となっており、中心部に撞座が設けられている。
- 在銘の鰐口

これには1412年（応永19年）の銘があり、直径21センチメートルで、表裏別個の鋳型から鋳造されたもの。

### 北杜市指定文化財

#### トチノキ
樹齢300年以上と考えられ、1995年（平成7年）に小淵沢町指定天然記念物に指定された。2005年（平成17年）の北杜市との合併に伴い市指定文化財となった。

#### 双体道祖神
江戸時代中期以降に作られたと考えられる石造の双体道祖神。1979年（昭和54年）小淵沢町指定文化財となった。

#### 大和神楽
北野天神社の大和神楽は250年の歴史を持ち、天下泰平・五穀豊穣・子孫繁栄を祈って奉納されている。岩戸の古式を伝承している大和神楽は、優雅で力強く、民俗芸能として価値が高い。

## 祭礼行事
主な祭事は次の通り。
- 1月1日 元日祭 - 学業成就を祈願。
- 2月25日　天神祭・祈年祭 - 菅原道真の供養と五穀豊穣、健康を祈願。
- 4月1日　入学報告祭
- 6月25日　夏越しの大祓 - 1年の前半を無事に過ごせたことに感謝すると共に、罪や穢れをお祓いし、残り半年間も清らかな気持ちで過ごせるようにと願う[8]。氏子総代が茅を集めて輪を作り、「茅の輪くぐり」を行い、無病息災を祈願。
- 10月5日　例大祭 - 享保年間（1716〜1735年）の礼祭日に神事として大和神楽が奉納された。大和神楽は「古事記」の天の岩戸伝説がテーマで、神楽や太鼓、笛の演者は全て地域の大和神楽保存会の人たちにより、代々伝承されたきた[9]。1940年に、紀元2600年を記念して制定された「浦安の舞」と共に大和神楽が奉納されるのが特徴[6]。「浦安の舞」は氏子の未婚の女性たちにより舞い継がれている[6]。
- 11月25日 新嘗祭
- 12月25日 師走の大祓 - 夏越しの大祓に対して、残り半年間の災厄を祓う神事。

## がんまくさん

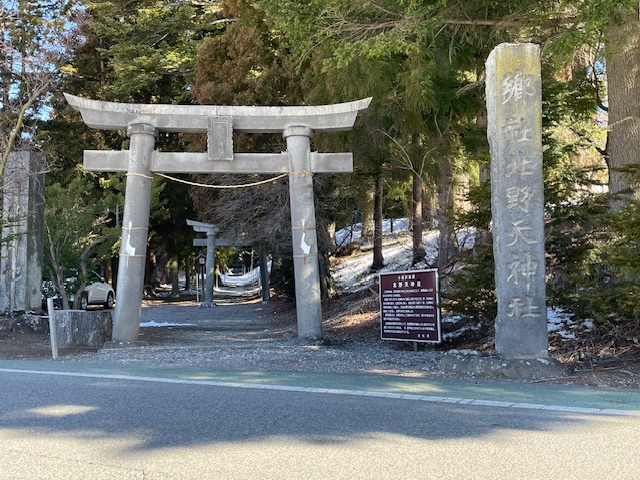
北野天神社の鳥居

北野天神社にまつわる言い伝えがある。あらすじは次の通り。
むかし、北野天神の神主の家にがんまくさんと呼ばれている力持ちの男がいました。
ある日、がんまくさんが信濃との国境にある松木坂を通りかかると摩利支天さんの石碑が倒れていました。これはいけないとがんまくさんはその石碑を起こしてあげました。
数日後、ふたたび同じところを通りかかると若い女が赤子を抱いて立っていました。彼が近づくと「この児をしばらく抱いていてください。」と言って、がんまくさんに赤子を渡すと姿を消してしまいました。はじめは軽かった赤子ですが、不思議なことにだんだん重くなり、とうとう耐え切れずに草むらに降ろそうとしました。その時さっきの女が現れてお礼を言った後、「あなたに大力を授けよう。」と言ってまた姿を消しました。不思議に思って赤子を見ると、それは摩利支天の石像に変わっていました。それ以降、彼は大変な力持ちになりました。
その後、村で神社の鳥居を建てることになりました。村中総出で１日かかって２本の柱を立てるのがやっとでしたので、翌日、笠石を上げようと思っていたのですが、翌朝来てみると笠石は見事に上げられていて、鳥居は完成していました。がんまくさんが1人で１晩のうちに仕上げたものでした。村人はその大力に驚くとともに感謝したそうです。それが、北野天神社の大鳥居だと言い伝えられています。